# Leiothlypis crissalis
A Leiothlypis crissalis a madarak osztályának verébalakúak (Passeriformes) rendjébe és az újvilági poszátafélék (Parulidae) családjába tartozó faj.

## Rendszerezése
A fajt Osbert Salvin és Frederick DuCane Godman írták le 1889-ben, a Helminthophila nembe Helminthophila crissalis néven. Sorolták a Vermivora nembe Vermivora crissalis néven, vagy az Oreothlypis nembe Oreothlypis crissalis néven is.

## Előfordulása
Az Amerikai Egyesült Államokban, Texas déli részén és Mexikó területén honos. Természetes élőhelyei a szubtrópusi és trópusi hegyi esőerdők. Vonuló faj.

## Megjelenése
Testhossza 13 centiméter.

## Természetvédelmi helyzete
Az elterjedési területe nagyon nagy, egyedszáma pedig stabil. A Természetvédelmi Világszövetség Vörös listáján nem fenyegetett fajként szerepel.